# Пирастреду (Сасари)
Пирастреду је насеље у Италији у округу Сасари, региону Сардинија.
Према процени из 2011. у насељу је живело 77 становника. Насеље се налази на надморској висини од 73 м.